# Airas
Airas ist ein osttimoresischer Ort im Suco Soileco (Verwaltungsamt Bobonaro, Gemeinde Bobonaro). Das Dorf liegt im Westen der Aldeia Soileco, auf einer Meereshöhe von 818 m, am Osthang des Foho Ilat-Laun. Hangabwärts liegen die Dörfer Talitereman und Lesuaben. Am Hang entlang führt eine Straße nach Süden zum Dorf Talite.